# Пушкарьова Віола Олексіївна
Віола Олексіївна Пушкарьова (нар. 7 червня 1929, Миколаївка) — українська художниця; член Харківської організації Спілки радянських художників України з 1960 року.

## Біографія
Народилася 7 червня 1929 року в селі Миколаївці (нині Дніпропетровська область, Україна). Упродовж 1948—1952 років навчалася у Харківському художньому училищі; у 1952—1958 роках — у Харківському художньому інституті. Її викладачами були Леонід Чернов, Олександр Любимський, Олександр Хмельницький, Сергій Бесєдін, Валентин Сизиков.
Живе у Харкові в будинку на бульварі Миру, № 1, квартира № 29.

## Творчість
Працювала в галузі станкового живопису. Серед робіт:
- «В нове життя» (1958);
- «У вільну хвилинку» (1960);
- «Жайворонки» (1963);
- «Вірші» (1967);
- «Проліски» (1982);
- «Літо» (1988);
- «Два Івани і Оксана» (1990).

Брала участь у республіканських виставках з 1960 року, всесоюзних — з 1958 року.